# Music and Lyrics
Music and Lyrics är en amerikansk romantisk komedi från 2007 med bland andra Hugh Grant och Drew Barrymore.  Filmen är regisserad av Marc Lawrence. Den handlar om förhållandet mellan en före detta popidol och en textförfattare medan de försöker komponera en sång åt en berömd popdiva. 

## Rollista
| Hugh Grant       | – Alex Fletcher      |
| Drew Barrymore   | – Sophie Fisher      |
| Brad Garrett     | – Chris Riley        |
| Haley Bennett    | – Cora Corman        |
| Campbell Scott   | – Sloan Cates        |
| Kristen Johnston | – Rhonda Fisher      |
| Scott Porter     | – Colin Thompson     |
| Matthew Morrison | – Ray, Coras manager |

## Om filmen
Grant, Bennett och Barrymore sjunger på riktigt i filmen.